# 清溪场镇 (渠县)
清溪场镇，是中华人民共和国四川省达州市渠县下辖的一个乡镇级行政单位。2019年12月，撤销射洪乡，将原射洪乡射洪社区、清水村、齐乐村、黄龙村所属行政区域划归清溪场镇管辖。

## 行政区划
清溪场镇下辖以下地区：
清溪场社区、龙咀村、皂角村、七眼村、帽合村、小通村、钟寺村、白花村、斜岭村、连环村、玉印村、安乐村、通济村、新田村、紫坝村和渌沼村。